# Lanternas Vermelhas (Levante dos Boxers)
As Lanternas Vermelhas (chinês tradicional: 紅燈照, chinês simplificado: 红灯照, pinyin: Hóng Dēng Zhào) foi um grupo de luta feminino organizado durante a Revolta dos Boxers de 1900. Os moradores disseram que essas mulheres tinham poderes sobrenaturais que ajudaram a proteger os Boxers do sexo masculino e a lutar contra inimigos estrangeiros.

## Prelúdio
Ao contrário dos rebeldes Taiping, mas como muitas seitas populares chinesas, como a Seita do Lótus Branco, a ideologia Boxer proibia o contato com mulheres. A disciplina do boxer em sua forma mais estrita não permitia contato sexual ou mesmo olhar para uma mulher por medo de que o yin poluente da mulher destruísse o ritual de invulnerabilidade.
As mulheres organizaram unidades paralelas aos Boxers: As Lanternas Vermelhas (Hongdeng zhao, ou seja, "Lanternas Vermelhas Brilhantes"), para mulheres mais jovens, "Lanternas Azuis" (Landeng zhao) para mulheres de meia-idade, e Lanternas Negras (Heideng zhao) para idosas. As Lanternas Vermelhas tinham entre onze e dezessete anos de idade.
É provável que as Lanternas Vermelhas tivessem pouco contato diário com os Boxers. Devido às associações negativas com o parto, as mulheres chinesas adultas eram vistas como poluídas ou ritualmente impuras. Sua tenra idade, combinada com o acesso limitado a uma fonte confiável de alimento, significava que a maioria das Lanternas Vermelhas provavelmente estava na fase pré-menstrual, ou presumia-se que fosse pela comunidade. Seus poderes especiais foram considerados resultado desse estado puro de pré-puberdade e pré-parto. Outro argumento especula que seu poder era maior do que o dos Boxers porque "as mulheres, embora poluídas (ou talvez porque poluídas), possuíam poderes extraordinários". No entanto, por serem mulheres jovens, seus poderes eram geralmente vistos como menos falíveis do que os dos Boxers.
Independentemente das razões dos seus poderes, estas jovens foram capazes de viver fora das expectativas tradicionais de Confúcio. Por exemplo, as Lanternas Vermelhas não arrumavam os cabelos da maneira tradicional e não amarravam os pés. Elas usavam casacos e calças vermelhas, chapéus vermelhas e sapatos vermelhas, e cada um carregava uma lanterna vermelha.

## Atividades em 1900

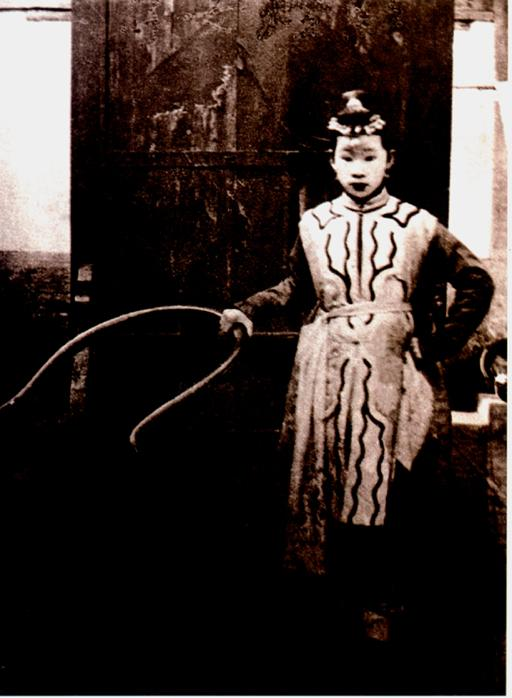
Uma Lanterna Vermelha

As Lanternas Vermelhas foram treinadas por até cinco meses para cultivar seus poderes. As novas Lanternas Vermelhas praticariam andar sobre as águas através de cânticos de encantamentos. Com bastante prática na lagoa, eles seriam capazes de voar. Além disso, eles foram treinados em luta de espadas e agitar leques.
Dizia-se que elas eram capazes de saltar para o céu quando agitavam seus leques vermelhos. Elas são mencionadas como capazes de andar sobre a água, voar, atear fogo às casas dos cristãos e parar suas armas, poderes que os próprios boxeadores não reivindicavam. Outros relatos afirmam que as Lanternas Vermelhas podiam controlar a força e a direção do vento enquanto voavam.

Uma canção folclórica dizia:

Vestindo todo vermelho,
Carregando uma pequena lanterna vermelha,
Woosh, com um aceno de leque
Lá em cima elas voam para o céu.

Relatos confiáveis das atividades das Lanternas Vermelhas são difíceis de encontrar. Semelhante aos Boxers, os relatos de sua magia vêm de relatos de segunda ou terceira mão. Os únicos bons relatos de suas atividades reais vêm da Batalha de Tientsin, quando cuidaram de boxeadores feridos e realizaram trabalhos como costura e limpeza.
Essas jovens também tinham o poder de proteger os Boxers que lutavam contra os invasores. Um ex-boxeador lembrou em uma história oral na década de 1950 que “um irmão-discípulo”, isto é, um colega boxeador, “segurava um pedaço de corda na mão... e dirigia a luta, enquanto as Lanternas Vermelhas observavam de cima, aparecendo suspensas no céu, não maiores que um ovo de galinha." Essas Lanternas Vermelhas podiam lançar espadas pelo ar e decepar as cabeças dos invasores, além de remover os parafusos de seus canhões. Quando as Lanternas Vermelhas parassem, elas poderiam enviar suas almas para a batalha. Elas tinham a capacidade de congelar armas estrangeiras em ação.

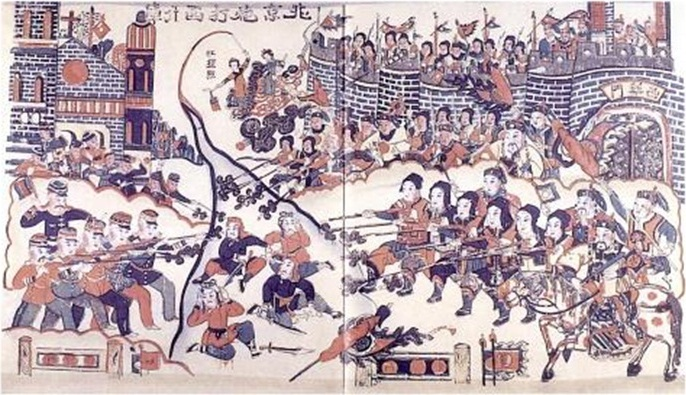
Alguns historiadores, como Joseph Esherick, interpretam esta imagem do Cerco à Catedral de Beicang como as Lanternas Vermelhas sendo protegidas durante o ataque à Catedral do Norte, no centro da imagem. Outros estudiosos, como Jane Elliot e Paul Cohen, veem esta imagem como algumas Lanternas Vermelhas protegendo os Boxers e outras Lanternas Vermelhas com uma corda mágica ou um dispositivo semelhante a um balão.

As Lanternas Vermelhas também eram famosas por seus poderes de cura. Na década de 1950, uma ex-Lanterna Vermelha contou outro projeto de história oral da "irmã-discípula" mais velha que poderia entrar em transe, bater palmas na direção de uma pessoa doente e curar a doença. Outra Lanterna Vermelha, a Santa Mãe do Lótus Amarelo, tinha a reputação de ser capaz de curar feridas borrifando água limpa sobre elas e até trazendo os mortos de volta à vida esfregando seus corpos.
Quando a magia dos Boxers falhava, as mulheres frequentemente assumiam a culpa. Por exemplo, quando a Igreja do Salvador de Pequim resistiu a semanas de ataques com explosivos e fogo, os Boxers atribuíram esse fracasso às mulheres católicas lá dentro, que supostamente se expunham e agitavam "coisas sujas", fazendo com que os espíritos dos Boxers abandonassem os corpos deles. A resposta foi aguardar a chegada das Lanternas Vermelhas: “As Lanternas Vermelhas são todas meninas e mulheres jovens, por isso não temem coisas sujas”.
Nos anos que se seguiram à derrota dos Boxers, os aldeões trocaram histórias sobre as suas façanhas. Um deles contou sobre mulheres Lanternas Vermelhas aparecendo em edifícios em Tianjin que os exércitos Qing não conseguiram capturar dos estrangeiros. Eles pegaram as balas dos canhões estrangeiros em seus cestos de flores e as espalharam para incendiar os edifícios, forçando os soldados franceses e japoneses a fugir. Outras histórias de aldeias espalham uma mensagem igualitária de partilha igualitária da riqueza e oposição à monarquia. Uma delas foi que, depois de atacarem as legações estrangeiras, as Lanternas Vermelhas espalharam o slogan de matar "um dragão, um tigre e trezentos carneiros". O dragão era o imperador, o tigre era o príncipe Qing e os trezentos carneiros eram os funcionários do governo central.
Além de seus poderes sobrenaturais, as Lanternas Vermelhas também forneceram assistência operacional aos Boxers. Alega-se que prenderam espiões, serviram como vigias, transmitiram notícias e reuniram informações sobre o inimigo. Durante as batalhas, eles cuidavam dos feridos, ajudavam a preparar refeições, ferviam água e carregavam provisões.

## Líderes e pessoas notáveis

### Lin Hei'er: Huanglien Shengmu (Santa Mãe do Lótus Amarelo)
As líderes das Lanternas Vermelhas eram chamados por títulos semelhantes aos dos Boxers, nomeadamente "'Irmã-Discípula Sênior' (da shijie) e "Segunda Irmã-Discípula" (er shijie).
Lin Hei'er, mais conhecida como Huanglien Shengmu (Santa Mãe do Lótus Amarelo), é a líder mais conhecida das Lanternas Vermelhas. Um relato conta que Lin Hei'er se envolveu em atividades anti-estrangeiras depois que seu marido, Li You, foi preso em 1900 e mais tarde morreu após um conflito com um estrangeiro. Um relato diferente sugere que foi o sogro dela que foi preso, e não o marido. Em ambos os casos, as suas atividades rebeldes foram inspiradas pela prisão e subsequente morte de um ente querido após um mau encontro com um estrangeiro. Ela viajou para Tianjin com o líder boxeador Zhang Decheng, onde começou a reunir mulheres para formar as Lanternas Vermelhas. Em um barco de ripas ao longo do Grande Canal, ela hasteou uma bandeira que dizia Santa Mãe do Lótus Amarelo. Aqui, foi relatado que ela criou um altar, atraiu mulheres para se juntarem às Lanternas Vermelhas e curou os doentes.
Huanglien Shengmu esteve envolvida em muitos aspectos da Rebelião Boxer, incluindo a cura de doentes e feridos, a elaboração de planos de batalha e a liderança das Lanternas Vermelhas na batalha. Seus poderes eram maiores do que outras Lanternas Vermelhas e incluíam a capacidade de desfazer parafusos de canhões estrangeiros. Ela também possuía a habilidade única de curar os feridos borrifando água limpa sobre eles e podia restaurar a vida dos mortos esfregando seus corpos. Alega-se que ela liderou as Lanternas Vermelhas na batalha na Estação Laolongtou e Zizhuling. Notavelmente, estas batalhas são casos raros de mulheres lutando ao lado de homens.
É lembrado que Huanglien Shengmu conquistou o respeito das Lanternas Vermelhas após um confronto com o governador-geral de Zhili, Yulu. Yulu resistiu à intervenção dos Boxers contra estrangeiros. Depois de resistir aos esforços dos Boxers mesmo quando os combates já haviam começado em Tianjin, Huanglien Shengmu o confrontou. Ela defendeu seu apoio e o condenou por sua oposição aos Boxers. Num sucesso triunfante, ele cedeu aos Boxers e prometeu seu futuro apoio à Rebelião. O historiador Paul Cohen observa que o confronto de Huanglien Shengmu é significativo porque ela era tanto uma pessoa da classe trabalhadora falando com uma pessoa da classe dominante, quanto também uma mulher em uma sociedade altamente patriarcal falando com um homem com sucesso incomum.
Numa batalha em Tianjin em julho de 1900, Huanglien Shengmu foi capturada e executada. Foi relatado que ela teve uma morte calma e estoica, o que inspirou as testemunhas de sua execução. O seu legado prevaleceu, pois os inimigos estrangeiros fugiam quando lanternas vermelhas eram colocadas nos barcos ao longo do Grande Canal, com medo do seu poder.

### Nuvem Azul
Outra membro proeminente das Lanternas Vermelhas foi Nuvem Azul, uma jovem aldeã que era considerada capaz de pular três metros no ar como especialista em artes marciais. Ela desenvolveu um ódio profundo por estrangeiros. Reza a lenda que quando a Expedição Internacional entrou em Pequim, ela matou muitos dos invasores. Quando os líderes Boxers se transformaram em colaboradores e cometeram crimes indescritíveis, a Nuvem Azul convidou estes traidores para um banquete. Ela os denunciou: "Eu nunca teria acreditado que vocês pudessem ser tais feras. É sua culpa que o país esteja à beira do colapso." Ela então os executou e desapareceu sem deixar vestígios. Uma canção da aldeia gabava-se:

A lanterna vermelha brilha,
Iluminando o caminho para o povo.

## Nas lendas e na história
No final do período Qing, os Boxers e as Lanternas Vermelhas foram lembrados desfavoravelmente por alguns membros da elite instruída chinesa por suas reivindicações religiosas e mágicas. Mas, ao mesmo tempo, o público em geral apoiou amplamente os grupos.
As histórias acadêmicas na China mencionaram as Lanternas Vermelhas apenas de passagem, mesmo depois de 1949, quando o movimento Boxer foi considerado uma revolta patriótica das massas. De repente, em 1967, as Lanternas Vermelhas surgiram como tema de tendência na mídia nacional chinesa. A Revolução Cultural estava na sua fase mais radical, e os grupos radicais de jovens estudantis, os Guardas Vermelhos, atingiram o auge do seu fervor. Os paralelos entre as Lanternas Vermelhas e os Guardas Vermelhos aumentaram sua popularidade na mídia. A sua capacidade de repelir ataques estrangeiros combinou bem com a agenda revolucionária do Presidente Mao. Coincidências como seus nomes de três sílabas, o uso da cor vermelha e o fato de cada grupo ser composto em grande parte por indivíduos jovens e rebeldes aumentaram as semelhanças. Um grupo da Guarda Vermelha até escolheu o nome “Força de Combate dos Lanternas Vermelhos”.
A Ópera Modelo Revolucionária, A Lenda da Lanterna Vermelha, produzida pela esposa de Mao Zedong, Jiang Qing, não tinha ligação com o movimento Boxer, mas popularizou a Lanterna Vermelha em um símbolo revolucionário. Uma campanha nos jornais oficiais do Partido viu uma ligação direta com as Lanternas Vermelhas de 1900. Os editoriais oficiais atacaram Liu Shaoqi, o ex-segundo em comando de Mao, por detestar os Boxers, e apelaram aos Guardas Vermelhos para que continuassem o espírito das Lanternas Vermelhas.
De 1974 a 1976, as Lanternas Vermelhas experimentaram o ressurgimento de uma campanha anticonfucionista. Por ultrapassarem os limites dos papéis de gênero confucionistas, as Lanternas Vermelhas tornaram-se símbolos de revolta contra os padrões éticos confucionistas. A campanha tentou erradicar a subordinação das mulheres, a aversão ao trabalho físico e outras questões associadas ao confucionismo. As Lanternas Vermelhas também foram usadas como símbolo da emancipação feminina. Os contemporâneos encararam o seu desafio aos códigos morais confucionistas como prova de mulheres históricas que lutaram pela libertação dos papéis de género tradicionais chineses. Em particular, o movimento idolatrava Huanglien Shengmu como um símbolo do patriotismo e da emancipação das mulheres.
As Lanternas Vermelhas aparecem como antagonistas no filme de artes marciais de Hong Kong, Once Upon a Time in China IV (1993).